# Rozumicki Las
Rozumicki Las este o arie protejată (sit de importanță comunitară — SCI) din Polonia întinsă pe o suprafață de 96,58 ha, integral pe uscat.

## Localizare
Centrul sitului Rozumicki Las este situat la coordonatele 50°00′47″N 17°59′07″E / 50.013°N 17.9854°E.

## Înființare
Situl Rozumicki Las a fost declarat sit de importanță comunitară în octombrie 2009 pentru a proteja un număr necunoscut de specii din flora spontană și fauna sălbatică aflate în arealul zonei.

## Biodiversitate
Situată în ecoregiunea continentală, aria protejată conține 4 habitate naturale: Păduri de stejar și carpen Galio-Carpinetum, Păduri acidofile de stejar bătrân cu Quercus robur pe câmpii nisipoase, Păduri aluvionare cu Alnus glutinosa și Fraxinus excelsior (Alno-Padion, Alnion incanae, Salicion albae), Păduri mixte riverane de Quercus robur, Ulmus laevis și Ulmus minor, Fraxinus excelsior sau Fraxinus angustifolia, de-a lungul marilor râuri (Ulmenion minoris).
La baza desemnării sitului se află un număr nedeclarat de specii protejate.